# يوتلسات 5 غرب أ
يوتلسات 5 غرب أ (اسمه السابق: أتلانتك بيرد 3) هو قمر صناعي مختص في مجال الاتصالات للشركة يوتلسات وموقعه 5 درجات غرب. ويقوم هذا القمر ببث قنوات التلفزة والراديو وغيرها من البيانات الرقمية. ودخل الخدمة التنفيذية في أوائل سبتمبر 2002. بنته ألكاتال سبيايس، وأصبحت ألكاتال ألينا سبيايس على منصة سبايس بيس 3000 B3. هذا القمر مزود ب 35 تردد إرسال وبث إذاعي في أوروبا وشمال إفريقيا والشرق الأوسط على النطاق الترددي كو (Ku). إضافة إلى 10 ترددات في النطاق الإرسالي C.
وأطلق يوم 5 يوليو 2002 في الساعة 23:21 بالتوقيت العالمي بواسطة الصاروخ آريان 5 من خلال مركز غويانا الفضائي مع القمر الصناعي الياباني N-STAR. وكانت تبلغ كتلته 4050 كيلوغرام، والمدة المقدرة لعمره هي 12 عام.

## التاريخ
صنع هذا القمر (70% فرانس تيليكوم و30% أوروب ستار) وأطلق من قبل ستايلات تحت اسم ستايلات 5.
التاسع من يوليو سنة 2002، أجريت اتفاقية بين فرانس تيليكوم ويوتلسات لبيع ستايلات للمشغل الأوروبي.
في بداية شهر سبتمبر 2002، دخل القمر الصناعي في الخدمة التشغيلية.
في 25 سبتمبر 2002، يوتلسات أنهت المشروع بمبلغ 183.9 مليون يورو، ,استبدلت اسم القمر بأتلانتك بيرد 3.

## الاستبدال بقمر صناعي آخر في خريف عام 2019
يتم استبدال القمر الصناعي يوتلسات 5 غرب آي بقمر صناعي جديد ، هو يوتلسات 5 غرب بي ، الذي تم إطلاقه في أكتوبر 2019.
القمر الصناعي يوتلسات 5 غرب آي - لن يتم إبعاده أو وضعه في مدار جبانة بعد استبداله بقمر يوتلسات 5 غرب بي. وسيظل قيد التشغيل في موقعه الحالي لمهام أخرى.